# Vito Tongiani
Vito Tongiani es un escultor italiano, nacido el 29 de marzo de 1940 en Matteria (provincia de Fiume) , actualmente en Eslovenia).

## Datos biográficos
Ha realizado exposiciones individuales en las décadas de 1970, 1980 y 1990. Fue invitado a participar en el pabellón internacional de la Bienal de Venecia. Entre las exposiciones colectivas más importantes destaca su participación "Nueva Subjetividad" (Nouvelle subjectivité, París - Bruselas, 1976 ), Bienal de Escultura de Carrara (1981) y "Pintura Italiana 1960-1980", Osaka, 1996.

## Obras
Como escultor Tongiani es autor del monumento a Puccini en Lucca (1994), el de Indro Montanelli en Milán (2005), el complejo escultórico de tenis del estadio Roland Garros en París (1989 - 1994), así como una serie de pequeñas formas (por ejemplo, la fuente en la Plaza del Mercado en Nimes , 1986 - 1987).